# Technologická nezaměstnanost
Technologická nezaměstnanost či nezaměstnanost způsobená technologickou změnou (anglicky: Technological unemployment) je označení pro situaci na trhu práce, v níž nové technologie nahradí pracovní pozice, které dříve vykonávali lidé, přičemž pro ně nevytvoří nové. Opatření reagující na technologickou nezaměstnanost jsou zásadním tématem udržitelného rozvoje.

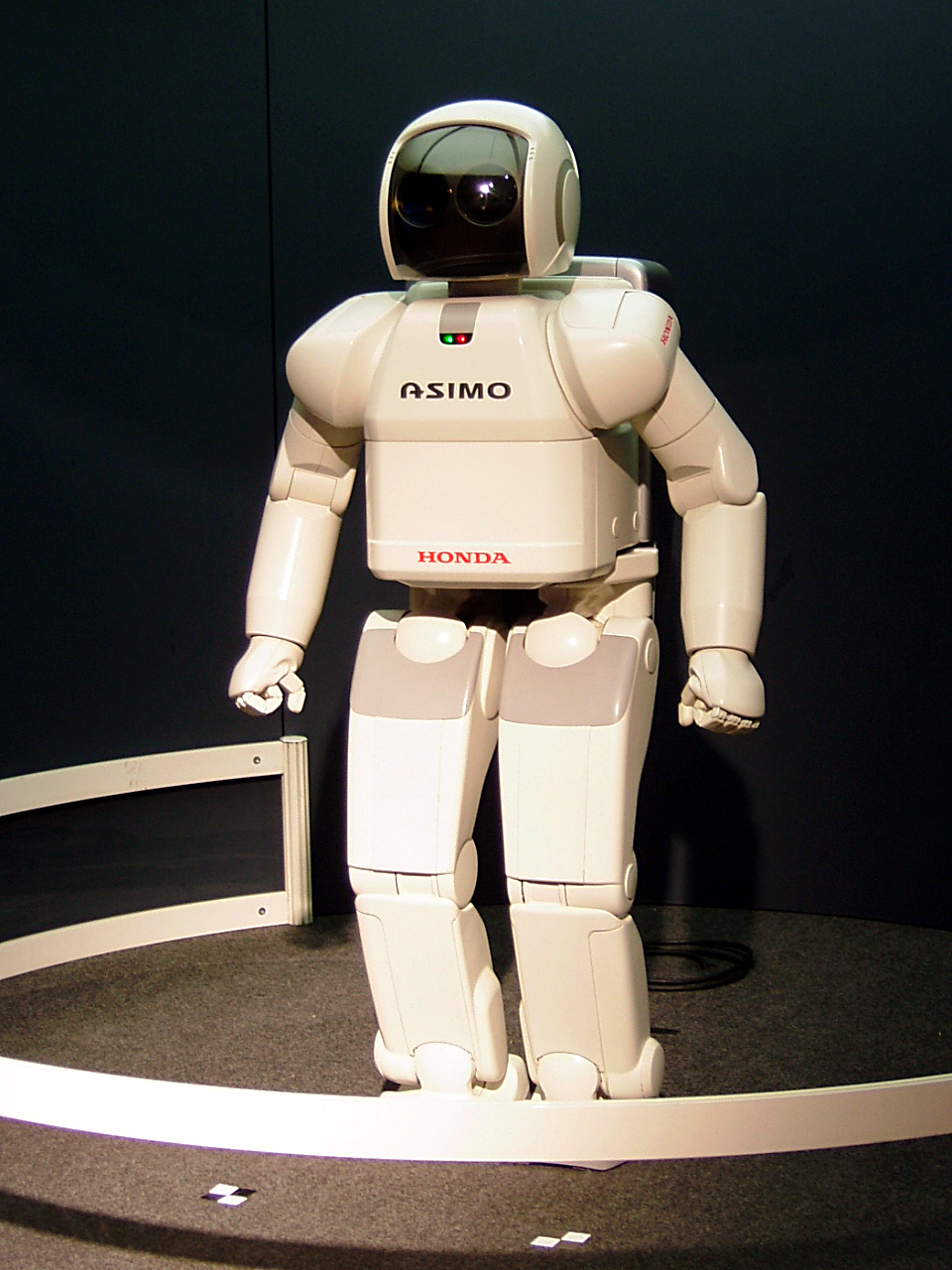
Robot ASIMO (2000) na Expo 2005. Technologická nezaměstnanost nemusí být způsobená pouze robotizací ale také automatizací procesů a digitalizací.

Obavy, že stroje vezmou práci lidem, se vyskytují již ve starověku. Aristoteles ve své Politice upozorňuje na možnost, že pokud stroje budou dostatečně pokročilé, mohou v práci nahradit lidi. V antickém Řecku a Římě byli nezaměstnaní podporováni prostřednictvím veřejných prací a almužen. Z obav před rostoucí nezaměstnaností někteří římští císaři odmítali přijetí inovací, které by ušetřily lidskou práci. Problémy s nezaměstnaností, jež byly částečně způsobené novými technologiemi, byly zaznamenány také ve středověku. Z tohoto důvodu někteří panovníci nové technologie zakazovali. Nedůvěra k novým technologiím a obavy z nezaměstnatelnosti širokých vrstev obyvatelstva přetrvávaly po celé Evropě i v novověku. Ve Velké Británii byly ale tyto obavy slabší a prostředí otevřenější (díky značné míře demokracie), z tohoto důvodu zde také vznikla průmyslová revoluce, jež se posléze rozšířila do kontinentální Evropy a celého světa.
V debatě o technologické nezaměstnanosti je možné rozlišit skupiny pesimistů a optimistů. Optimisté zastávají názor, že nezaměstnanost, kterou způsobuje nástup nových technologií, je pouze dočasná a v dlouhodobém intervalu mají technologie pozitivní dopad na zaměstnance i společnost jako celek. Pesimisté zastávají názor, že technologie způsobují (či časem způsobit mohou) dlouhodobou nezaměstnanost a často také nezaměstnatelnost určitých skupin. Téma technologické nezaměstnanosti je aktuální vždy s příchodem nových technologií a disruptivních inovací. Vyvstává proto i na začátku 21. století s prohlubující se automatizací, robotizací a digitalizací. Objevují se úvahy o tom, že v současné době nejsou ohrožena pouze manuální povolání, jako tomu bývalo v minulosti (tzv. modré límečky), ale i pracovníci ve službách, úřadech a korporacích (tzv. bílé límečky). Podle některých spekulací mohou teoreticky v budoucnosti, díky nástupu umělé inteligence a superinteligence, zaniknout prakticky všechna povolání.

## Řešení technologické nezaměstnanosti
Mezi nejčastěji navrhovaná opatření patří:
- Zakázání či odmítnutí inovací
- Dočasná podpora
- Základní příjem
- Vzdělávání (kvalifikace k nové práci)
- Veřejně prospěšné práce
- Zkrácení pracovní doby
- Změna vlastnictví výrobních nástrojů